# Refraktométer
A refraktométer egy laboratóriumi vagy terepi eszköz a törésmutató (refraktometria) mérésére. A törésmutató a Snellius–Descartes-törvényből számítható ki, míg a keverékek esetében a refrakció indexét az anyag összetételéből számíthatjuk, több keverési szabályt alkalmazva, mint például a Gladstone–Dale-viszony és a Lorentz-egyenlet.

## Mit mérnek a refraktométerek?
A standard refraktométerek a fénytörés mértékét (a törésmutató részeként) mérik folyékony vagy szilárd állapotú átlátszó anyagok esetében; ezt azután egy folyékony minta azonosítására, a minta tisztaságának elemzésére és a mintában lévő oldott anyagok mennyiségének vagy koncentrációjának meghatározására használják. Amikor a fény a levegőből áthalad a folyadékon, lassul és „elhajlítódik”, a „kanyar” mértéke a folyadékban oldott anyag mennyiségétől függ (például egy pohár vízben oldott cukor mennyiségétől).

## A refraktométerek típusai
A refraktométereknek négy fő típusa létezik: hagyományos kézi refraktométerek, digitális kézi refraktométerek, laboratóriumi vagy Abbe-refraktométerek (a műszer feltalálójának neve után) és a folyamatos refraktométerek. Van még a Rayleigh-refraktométer is, amelyet a gázok törésmutatóinak mérésére használnak.
Laboratóriumi medicinában refraktométert használnak a teljes plazmafehérje mérésére vérmintában és vizelet fajsúlyának mérésére vizeletmintában.
A gyógyszerdiagnosztikában refraktométert használnak az emberi vizelet fajsúlyának mérésére.
A gemológiában a drágakő refraktométer a gemológiai laboratóriumban használt egyik alapvető berendezés. A drágakövek átlátszó ásványok, ezért optikai módszerekkel vizsgálhatók. A törésmutató az anyag kémiai összetételétől függő anyagkonstans. A refraktométert arra használják, hogy segítsen azonosítani a drágaköveket a törésmutatójuk mérésével, amely a drágakő típusának meghatározásában használt egyik fő tulajdonság. Mivel a törésmutató függ az alkalmazott fény hullámhosszától (azaz a diszperziótól), a mérést általában a D-vonal (NaD) nátrium-vonal hullámhosszán mérik ~ 589 nm. Ezt a napfényből szűrik ki, vagy monokróm fénykibocsátó diódával (LED) állítják elő. Bizonyos kövek, például rubin, zafír, turmalin és topáz optikailag anizotróp, azaz a fény polarizációs síkja alapján kettős törést mutatnak. A két különböző törésmutatót polarizációs szűrővel osztályozzák. A drágakő refraktométerek klasszikus optikai műszerként és digitális kijelzővel ellátott elektronikus mérőeszközként is kaphatók.
A tengeri akvárium tartásában refraktométert használnak a víz sótartalmának és fajsúlyának mérésére. Refraktométert használnak az autóiparban a hűtőfolyadék koncentrációjának meghatározására, továbbá a hűtőolajok pH-értékének mérésére CNC-megmunkálás során.
Sörfőzéskor a refraktométert a fermentáció előtti fajsúly mérésére használják, hogy meghatározzák az erjeszthető cukrok mennyiségét, amik potenciálisan alkohollá átalakíthatóak.
A Brix-refraktométereket gyakran használják a lelkes amatőrök a befőttek, lekvárok víz- vagy cukortartalmának megállapítására. A méhészetben a mézben lévő víz mennyiségének mérésére Brix-refraktométert használnak.

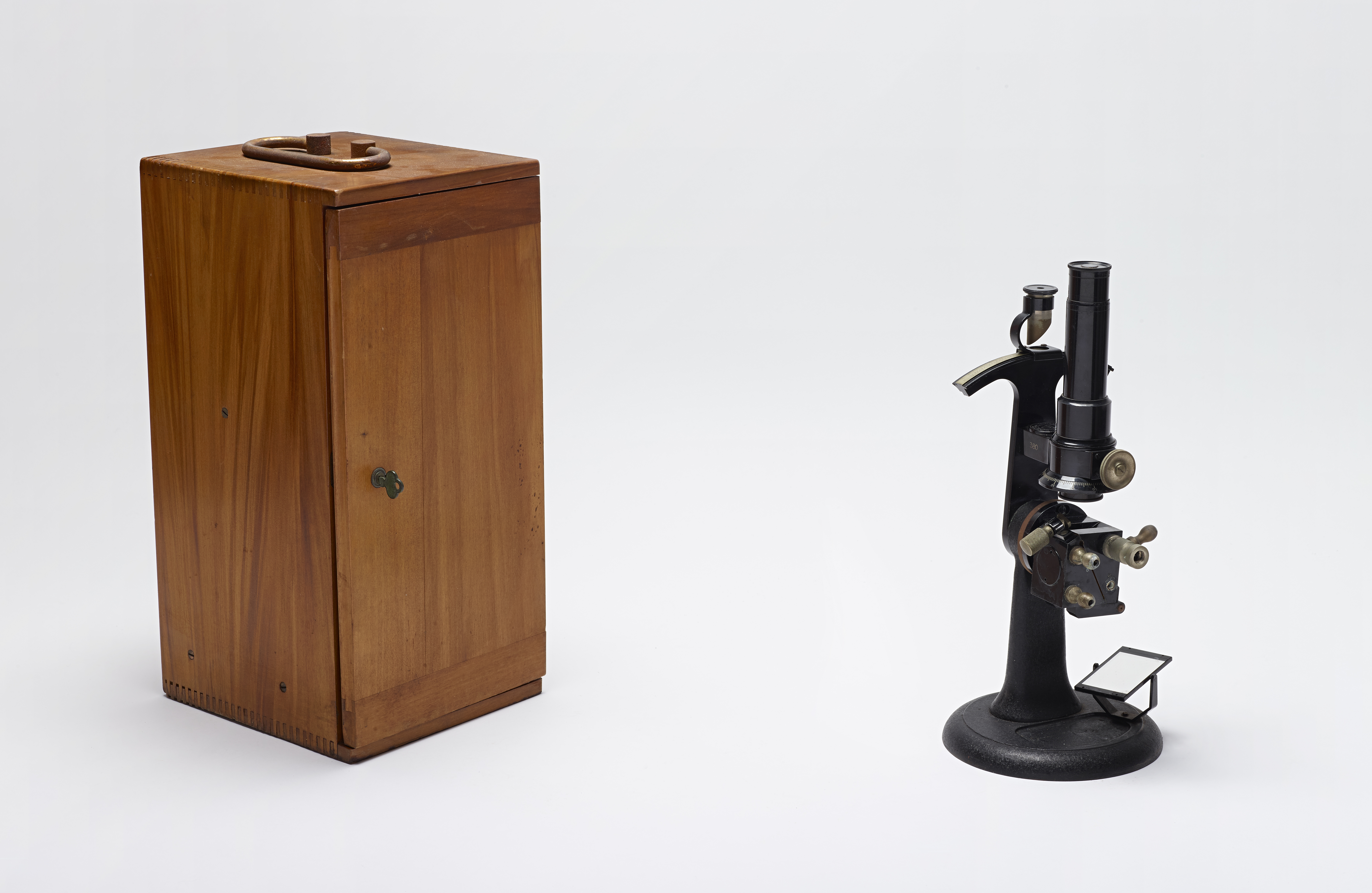
Bausch & Lomb Abbe-refraktométer, kb. 1919–1926
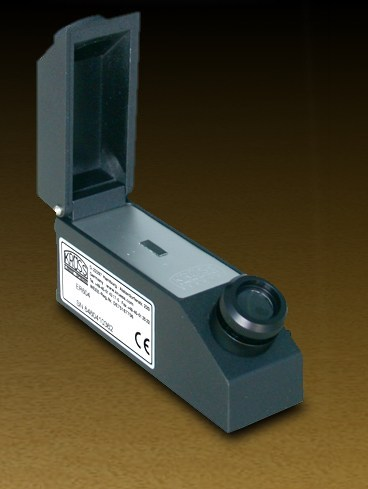
Az ER604 Gemology refraktométer a drágakövek fénytesztelésének vizsgálatára szolgál; az A.KRÜSS Optronic GmbH jóvoltából
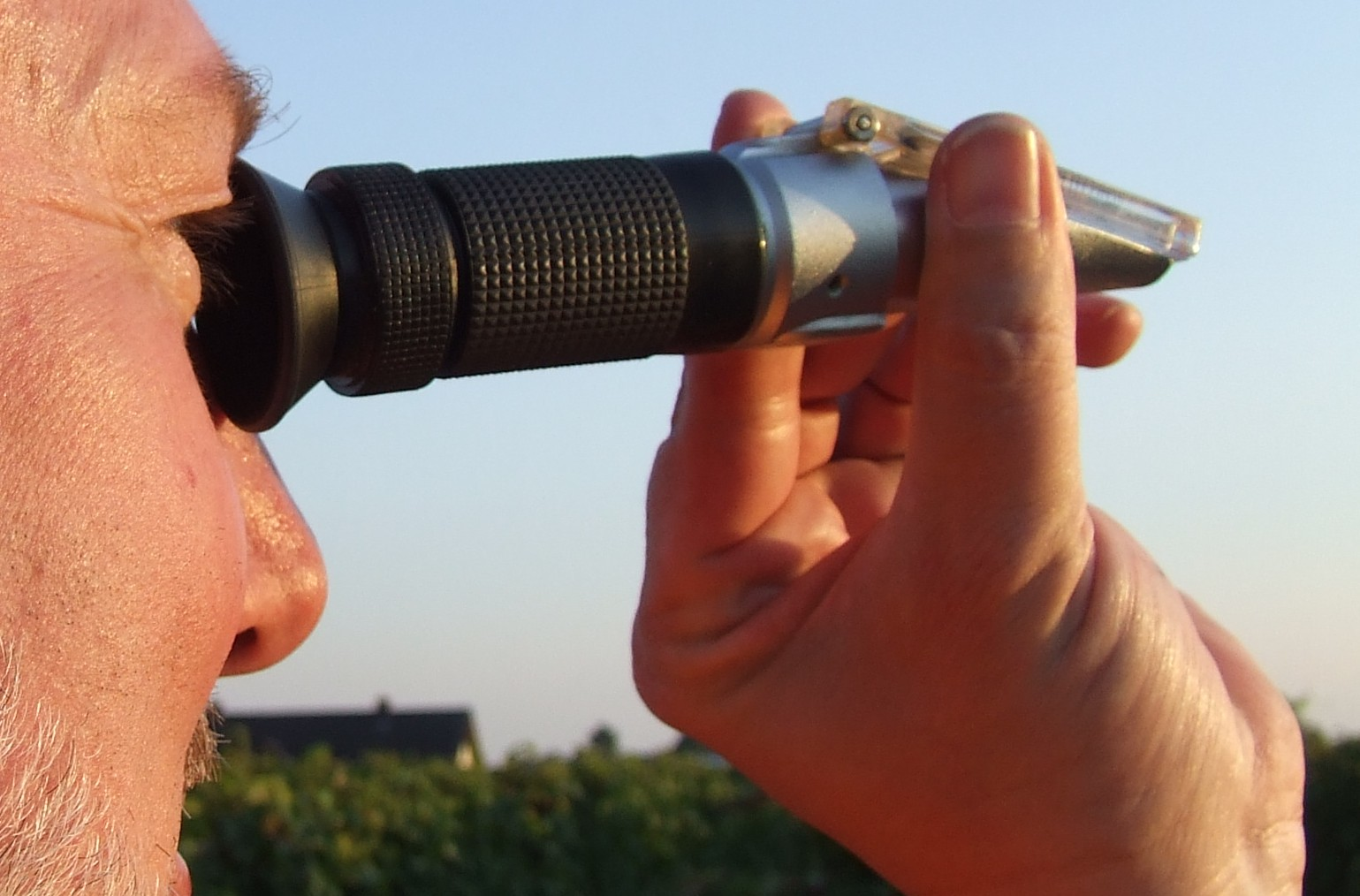
Borszőlőtermelő refraktométerrel
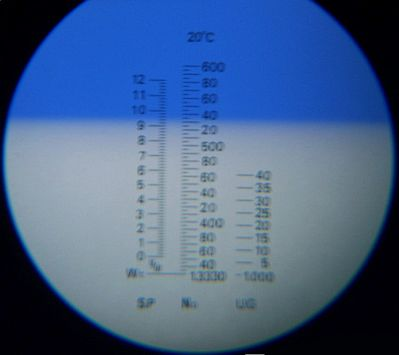
Egy macska hasi folyadékának sűrűségvizsgálata refraktométerrel a fertőző hashártyagyulladás megállapítására

## Automatikus refraktométerek

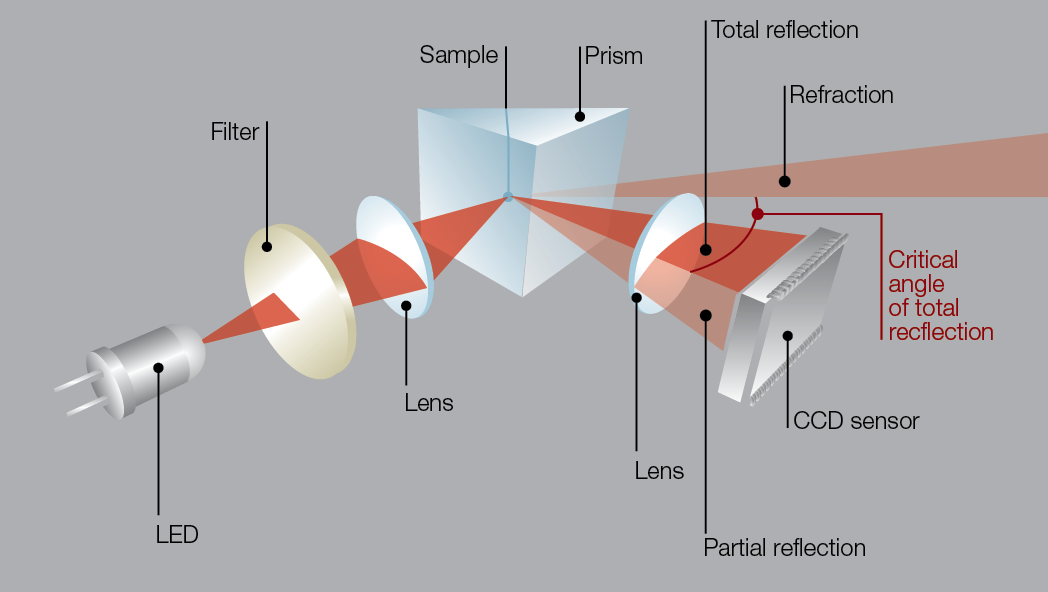
Egy automatikus refraktométer vázlatos beállítása: egy LED-ből kibocsátott fény világítja meg széles szögtartományban egy prizma felületét, ami a mintával érintkezik. A prizma és a minta törésmutatójának különbségétől függően a fény részben átkerül vagy teljesen tükröződik. A teljes visszaverődés kritikus szögét a visszaverő fény intenzitásának mérése határozza meg a beesési szög függvényében

Az automatikus refraktométerek automatikusan mérik a minta törésmutatóját. A minta törésmutatójának automatikus mérése a teljes visszaverődés kritikus szögének meghatározásán alapul. A fényforrás, általában egy hosszú élettartamú LED egy lencserendszeren keresztül egy prizmafelületre fókuszál. Az interferenciaszűrő garantálja a meghatározott hullámhosszat. A fényt a prizma felületén lévő pontra fókuszálva a különböző szögek széles skálája lefedett. Ahogy az Automatikus refraktométer vázlatos beállítása ábrán látható, a mért minta közvetlenül érintkezik a mérési prizmával. A törésmutatójától függően a teljes visszaverődés kritikus szöge alatti bejövő fény részben a mintába kerül át, míg a nagyobb előfordulási szögeknél a fény teljesen tükröződik. A visszavert fényintenzitásnak az incidensszögtől való függését nagy felbontású érzékelő tömb segítségével mérjük. A CCD érzékelővel vett videójelből kiszámítható a minta törésmutatója. Ez a módszer a teljes visszaverődés szögének detektálására független a minta tulajdonságaitól. Az optikailag sűrű, erősen elnyelő minták vagy a levegőbuborékokat vagy szilárd részecskéket tartalmazó minták törésmutatóját is meg lehet mérni. Ezenkívül csak néhány mikroliter szükséges, és a minta kinyerhető. Ez a refrakciós szög meghatározása független a rezgésektől és más környezeti zavaroktól.

### A hullámhossz hatása

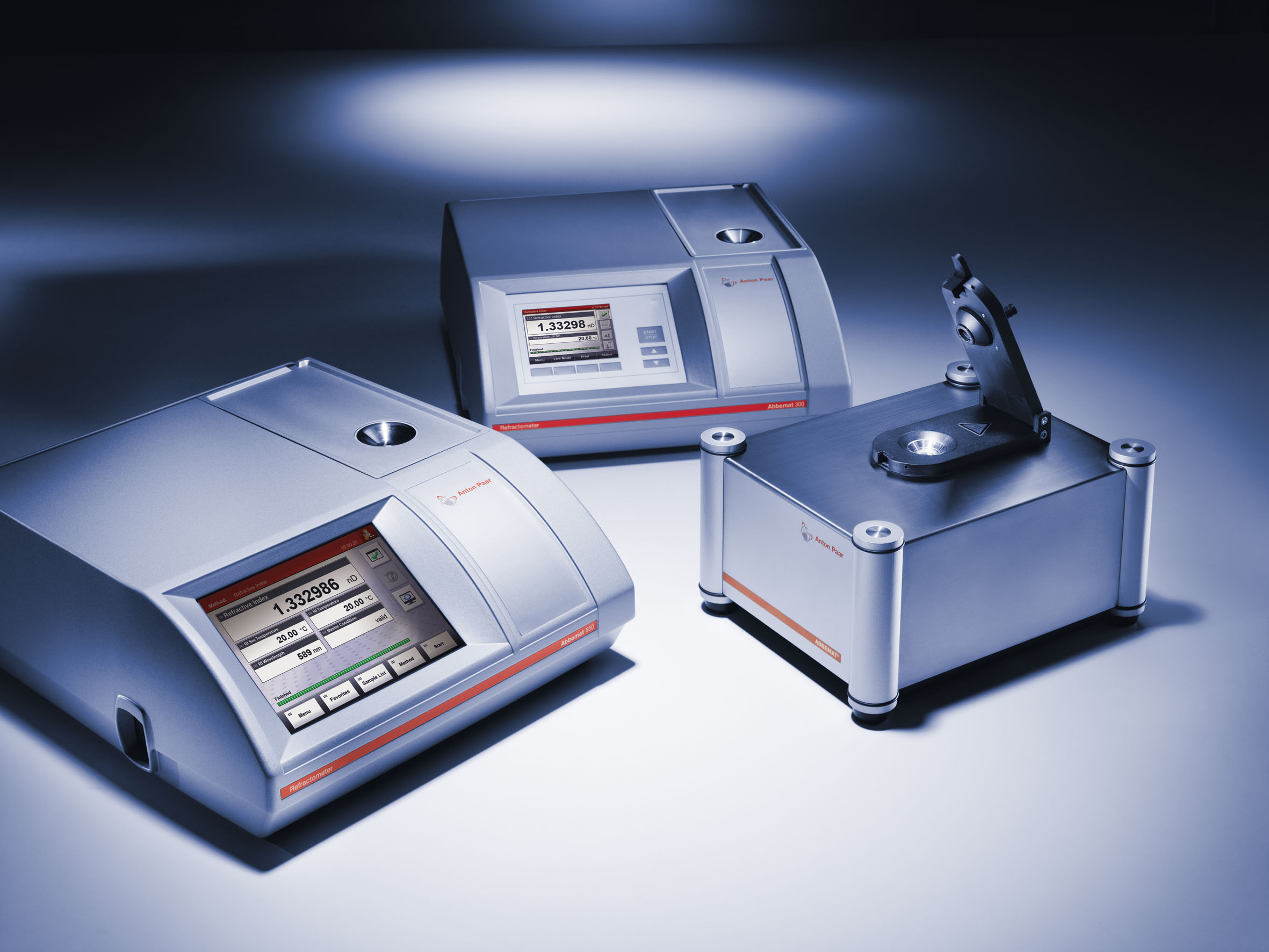
Modern automatikus refraktométerek

Egy adott minta törésmutatója minden anyag hullámhosszától függ. Ez a diszperziós viszony nemlineáris és minden anyagra jellemző. A látható tartományban a törésmutató csökkenése a hullámhossz növekedésével jár. Az üvegprizmákban nagyon kevés a fényabszorbció. Az infravörös hullámhossz-tartományban több abszorpciós maxima és törésmutató ingadozása jelenik meg. A törésmutatóban a 0,00002 pontossággal történő magas színvonalú mérés garantálásához a hullámhosszt helyesen kell meghatározni. Ezért a modern refraktométerekben a hullámhossz +/- 0,2 nm sávszélességre van hangolva, hogy a különböző diszperziókkal rendelkező minták helyes eredményeit biztosítsuk. 

### A hőmérséklet hatása
A hőmérséklet nagyon fontos hatással van a törésmutató mérésére. Ezért a prizma hőmérsékletét és a minta hőmérsékletét nagy pontossággal kell szabályozni. A hőmérséklet szabályozásához több kissé különböző konstrukció is létezik; de van néhány kulcsfontosságú tényező mindegyik esetben, mint például a nagy pontosságú hőmérséklet-érzékelők és a Peltier-készülékek a minta és a prizma hőmérsékletének szabályozására. A hőmérséklet-szabályozás ezeknek az eszközöknek a kialakítását úgy kell megtervezni, hogy a mintahőmérséklet változása elég kicsi legyen ahhoz, hogy ne okozzon kimutatható törésmutató-változást. Külső vízfürdőket használtak a múltban, de már nem szükségesek.

### Az automatikus refraktométerek bővített lehetőségei
Az automatikus refraktométerek mikroprocesszoros elektronikus eszközök. Ez azt jelenti, hogy nagyfokú automatizáltságuk van, és más mérőeszközökkel is kombinálható.

#### Áramlási cellák
Különböző típusú mintacellák állnak rendelkezésre, amelyek a mikroliterek áramlási cellájától a mintavételi cellákig terjednek a töltőcsatornával a gyors mintavételhez anélkül, hogy a mérő prizmát tisztítanák. A minta cellákat mérgező minták mérésére is lehet használni, minimális expozícióval a mintával. A mikrocellák csak néhány mikroliter térfogatot igényelnek, biztosítva a drága minták magas visszanyerését és megakadályozzák az illékony minták vagy oldószerek elpárolgását. Automatikus rendszerben is használhatók a minta automatikus megtöltésére a refraktométer prizmájára. A minta egy tölcséren keresztül történő megfelelő feltöltéséhez rendelkezésre állnak egy töltőcsatornával ellátott áramlási cellák. Ezeket a minőség-ellenőrző alkalmazások gyors mintavételére használják.

#### Automatikus mintaadagolás

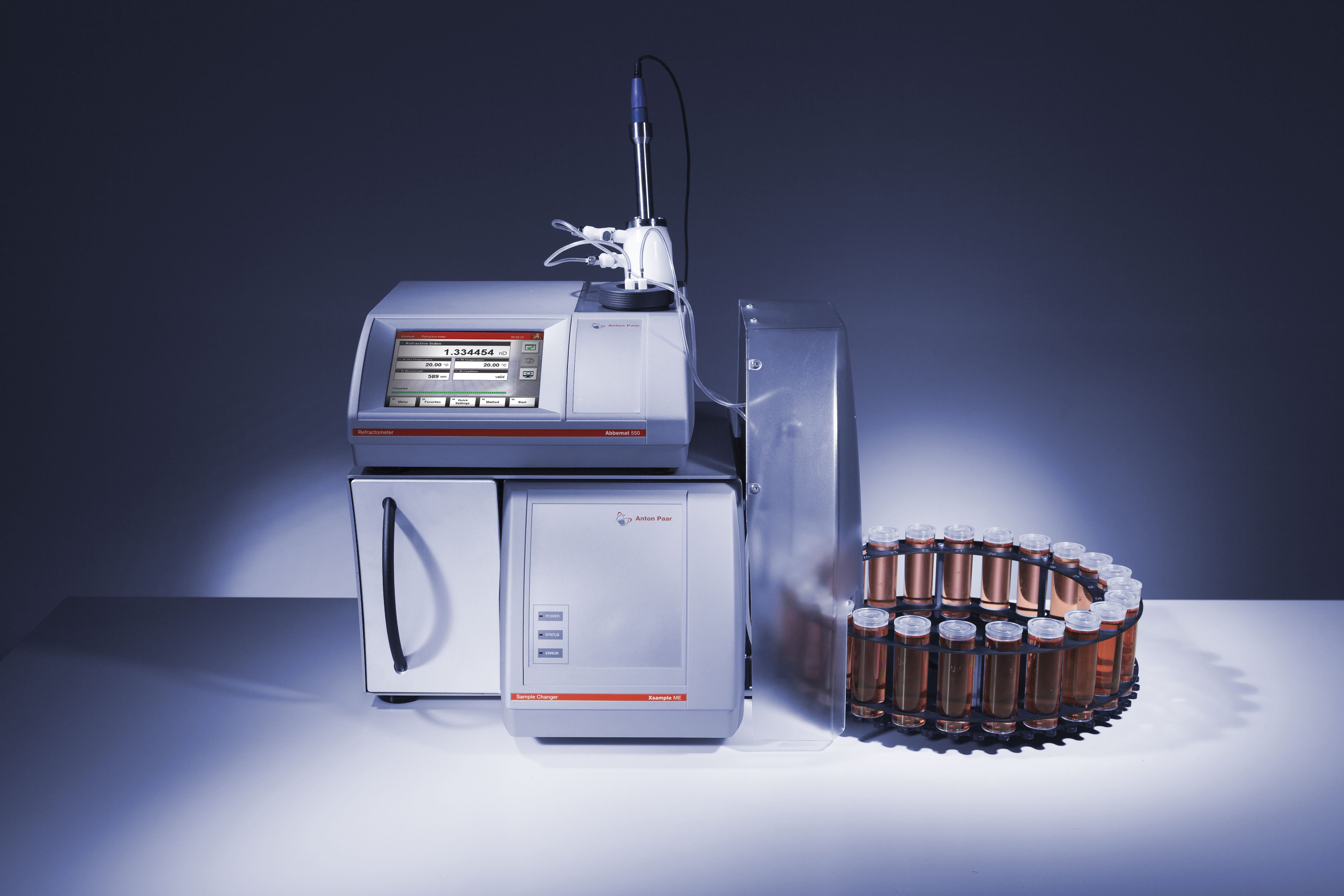
Automatikus refraktométer mintaváltóval nagyszámú minta automatikus méréséhez

Miután az automatikus refraktométer áramlási cellával van ellátva, a mintát fecskendővel vagy perisztaltikus szivattyúval lehet megtölteni. A modern refraktométerek beépített perisztaltikus szivattyúval rendelkeznek. Ezt a készülék szoftvermenüje vezérli. A perisztaltikus szivattyú megnyitja az utat a laboratóriumi kötegelt folyamatok figyelemmel kísérésére, vagy több mintavétel elvégzésére egy mintán, anélkül, hogy felhasználói interakciót végeznének. Ez kiküszöböli az emberi hibákat és biztosítja a magas mintaátvitelt.
Ha nagy számú minta automatikus mérése szükséges, a modern automatikus refraktométerek kombinálhatók automatikus mintaváltóval. A mintaváltót a refraktométer vezérli, és biztosítja a mintaváltó fioláiban elhelyezett minták teljes mérését a mérésekhez.

#### Többparaméteres mérések

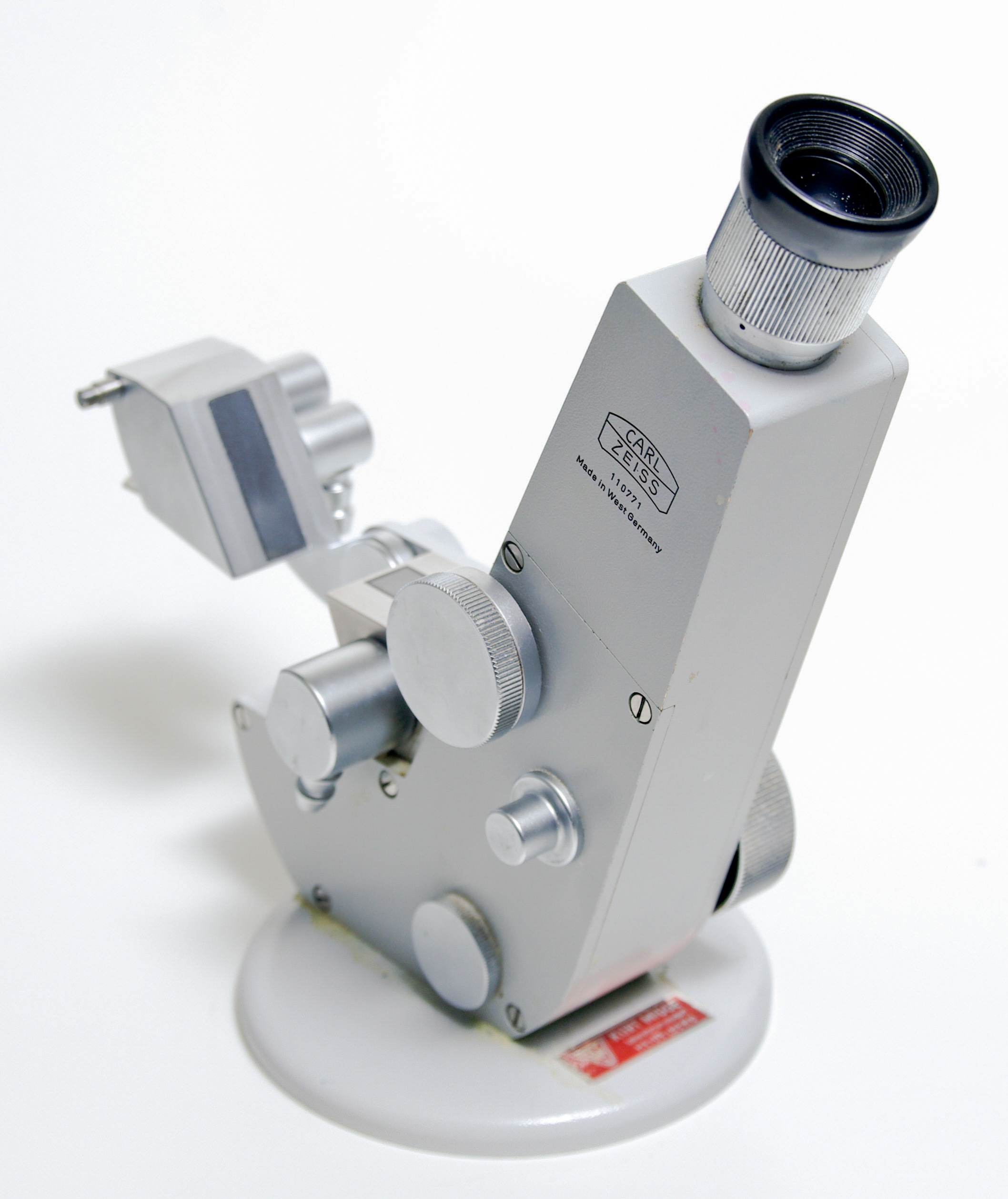
Refraktométer

A mai laboratóriumok nemcsak a minták törésmutatóját szeretnék mérni, hanem számos további paramétert, mint például a sűrűséget vagy a viszkozitást, a hatékony minőség-ellenőrzéshez. A mikroprocesszoros vezérlés és számos interfész miatt az automatikus refraktométerek képesek kommunikálni számítógépekkel vagy más mérőeszközökkel, pl. sűrűségmérőkkel, pH-mérőkkel vagy viszkozitásmérőkkel, hogy a törésmutató-adatokat és a sűrűségadatokat (és más paramétereket) egy adatbázisban tárolják.

### Szoftverfunkciók
Az automatikus refraktométerek nemcsak a törésmutatót mérik, hanem sok további szoftverfunkciót kínálnak, mint például
- Eszközbeállítások és konfiguráció szoftvermenü segítségével
- Automatikus adatrögzítés adatbázisba
- Felhasználói konfigurálható adatkimenet
- Mérési adatok exportálása Microsoft Excel adatlapokba
- Statisztikai funkciók
- Előre meghatározott módszerek különböző alkalmazásokhoz
- Automatikus ellenőrzések és beállítások
- Ellenőrizze, hogy elegendő mennyiségű minta van-e a prizmán
- Adatok rögzítése csak akkor, ha az eredmények valószínűek

### Pharma dokumentáció és validálás
A refraktométereket gyakran használják gyógyszerészeti alkalmazásokban a nyers köztes és végtermékek minőség-ellenőrzésére. A gyógyszergyártóknak számos nemzetközi szabályozást kell követniük, mint például az FDA 21 CFR 11. rész, GMP, Gamp 5, USP <1058>, amely sok dokumentációs munkát igényel. Az automatikus refraktométerek gyártói támogatják ezeket a felhasználókat, akik a szoftvereket teljesítik a 21 CFR 11. rész követelményeinek, felhasználói szintekkel, elektronikus aláírással és ellenőrzési nyomvonalakkal. Továbbá Pharma validációs és minősítési csomagok is rendelkezésre állnak
- Minősítési terv (QP)
- Tervezési minősítés (DQ)
- Kockázatelemzés
- Telepítési minősítés (IQ)
- Operatív minősítés (OQ)
- Ellenőrző lista 21 CFR 11. rész / SOP
- Teljesítményminősítés (PQ)

## A tipikusan használt mérlegek
- Brix
- Oechsle-skála
- Plató-skála
- Baumé-skála

## További irodalom
- Sella, Andrea (2008. november 1.). „Abbé's refractometer”. Chemistry World, 67. o.

## Fordítás
Ez a szócikk részben vagy egészben  a   Refractometer című angol Wikipédia-szócikk ezen változatának fordításán alapul.  Az eredeti cikk szerkesztőit annak laptörténete sorolja fel. Ez a jelzés csupán a megfogalmazás eredetét és a szerzői jogokat jelzi, nem szolgál a cikkben szereplő információk forrásmegjelöléseként.